# Імангуловська сільська рада (Учалинський район)
Імангу́ловська сільська рада (рос. Имангуловский сельский совет) — муніципальне утворення у складі Учалинського району Башкортостану, Росія. Адміністративний центр — село Імангулово.

## Історія
17 грудня 2004 року до складу сільради була передана територія площею 20,56 км² Кунакбаєвської сільради. Одночасно зі складу сільради був виключений присілок Кубяково та переданий до складу Кунакбаєвської сільради.

## Населення
Населення — 1744 особи (2019, 1677 в 2010, 1614 в 2002).

## Склад
До складу поселення входять такі населені пункти:
| Населений пункт    | Населення, осіб (2002) | Населення, осіб (2010) |
| ------------------ | ---------------------- | ---------------------- |
| Імангулово, село   | 793                    | 861                    |
| Кудашево, присілок | 366                    | 377                    |
| Расулево, присілок | 294                    | 292                    |
| Урал, присілок     | 161                    | 147                    |